# John Crocker
Sir John Crocker, britanski general, * 1896, † 1963.

## Življenjepis
Crocker je med 1917 in 1918 sodeloval na francoskem bojišču prve svetovne vojne.
Leta 1922 je vstopil v oklepni korpus. 
Z izjemnim manevriranjem je v bojih leta 1940 v Franciji dvakrat rešil svojo brigado pred popolnim uničenjem. Zaradi tega so mu zaupali poveljevanje korpusa v Tuniziju 1943, s katerim je sodeloval tudi pri operaciji Overlord, pri čemer je zavzel Havre.